# Nino Žugelj
Nino Žugelj (Szlovénia, 2000. május 23. –) szlovén válogatott labdarúgó, a svéd Djurgården játékosa.

## Pályafutása

### Klubcsapatokban
Žugelj Szlovéniában született. Az ifjúsági pályafutását a Slovenj Gradec és a Dravograd csapataiban kezdte, majd 2016-ban a Maribor akadémiájánál folytatta.
2019-ben mutatkozott be a Maribor első osztályban szereplő felnőtt csapatában. Először a 2019. február 23-ai, Mura ellen 1–1-es döntetlennel zárult mérkőzés 76. percében, Felipe Santos cseréjeként lépett pályára. Első gólját 2021. július 8-án, az örmény Urartu ellen 1–0-ra megnyert Konferencia Liga-selejtezőn szerezte meg.
2022. augusztus 1-jén a norvég első osztályban érdekelt Bodø/Glimthez igazolt. 2022. augusztus 6-án, az Odd ellen 7–0-ás győzelemmel zárult bajnoki 62. percében, Amahl Pellegrinot váltva debütált a klub színeiben. 2022. szeptember 11-én, a Tromsø ellen 3–2-re elvesztett mérkőzésen megszerezte első gólját. 2025 februárjában a svéd Djurgården szerződtette.

### A válogatottban
Žugelj az U17-estől az U21-esig szinte minden korosztályban képviselte Szlovéniát.
2024-ben debütált a felnőtt válogatottban. Először a 2024. június 8-ai, Bulgária elleni barátságos mérkőzésen lépett pályára.

## Statisztikák
2023. július 13. szerint
| Klub               | Szezon   | Osztály     | Bajnokság | Bajnokság | Kupa  | Kupa | Nemzetközi | Nemzetközi | Összesen | Összesen |
| Klub               | Szezon   | Osztály     | Meccs     | Gól       | Meccs | Gól  | Meccs      | Gól        | Meccs    | Gól      |
| ------------------ | -------- | ----------- | --------- | --------- | ----- | ---- | ---------- | ---------- | -------- | -------- |
| Maribor            | 2018–19  | Prva Liga   | 3         | 0         | 0     | 0    | —          | —          | 3        | 0        |
| Maribor            | 2021–22  | Prva Liga   | 29        | 4         | 1     | 0    | 4          | 2          | 34       | 6        |
| Maribor            | 2022–23  | Prva Liga   | 1         | 1         | 0     | 0    | 4          | 0          | 5        | 1        |
| Maribor            | Összesen | Összesen    | 33        | 5         | 1     | 0    | 8          | 2          | 42       | 7        |
| Bravo (kölcsönben) | 2020–21  | Prva Liga   | 18        | 0         | 0     | 0    | —          | —          | 18       | 0        |
| Bodø/Glimt         | 2022     | Eliteserien | 7         | 1         | 0     | 0    | 1          | 1          | 8        | 2        |
| Bodø/Glimt         | 2023     | Eliteserien | 6         | 0         | 5     | 5    | 2          | 0          | 13       | 5        |
| Bodø/Glimt         | Összesen | Összesen    | 13        | 1         | 5     | 5    | 3          | 1          | 21       | 7        |
| Összesen           | Összesen | Összesen    | 64        | 6         | 6     | 5    | 11         | 3          | 81       | 14       |

### A válogatottban
| Válogatott | Év       | Pályára lépés | Gól |
| ---------- | -------- | ------------- | --- |
| Szlovénia  | 2024     | 1             | 0   |
| Összesen   | Összesen | 1             | 0   |

## Sikerei, díjai
Maribor
- Prva Liga
  - Bajnok (2): 2018–19, 2021–22

- Szlovén Kupa
  - Döntős (1): 2018–19

Bodø/Glimt
- Eliteserien
  - Bajnok (2): 2023, 2024
  - Ezüstérmes (1): 2022

- Norvég kupa
  - Döntős (1): 2023